# タフト郡
タフト郡（ペルシア語: شهرستان تفت）とは、イランのヤズド州の郡である。郡中心市はタフト。2006年の国勢調査では人口45,357人、13,747世帯。郡は中心地区とNir地区の二つの地区に分けられている。タフトとNirの二つの市を持つ。